# ایو الیگره
ایو الیگره (فرانسوی: Yves Allégret‎؛ ‏ ۱۳ اکتبر ۱۹۰۷ – ۳۱ ژانویهٔ ۱۹۸۷) کارگردان فیلم و فیلم‌نامه‌نویس اهل فرانسه بود که بیشتر در سبک فیلم نوآر فعالیت می‌کرد. وی مدتی دستیار کارگردانانی چون مارک آلگره، آگوستو جنینا و ژان رنوآر بود.
از فیلم‌ها یا مجموعه‌های تلویزیونی که وی در آن‌ها نقش داشته است، می‌توان به واحه و وقتی زنی دخالت می‌کند اشاره نمود.